# Idaea effloraria
Idaea effloraria är en fjärilsart som beskrevs av Gustav Heinrich Heydenreich 1851. Idaea effloraria ingår i släktet Idaea och familjen mätare. Inga underarter finns listade i Catalogue of Life.